# 台湾光復
台湾光復（たいわんこうふく）は、台湾島・澎湖諸島における日本の統治が終わり、両島が中華民国の統治下に編入されたことを指す中国語である。現在の台湾においては「光復」という表現に対する批判的な意見も存在している。

## 「カイロ宣言」と光復
第二次世界大戦末期の1943年12月1日、フランクリン・ルーズベルト米国大統領、ウィンストン・チャーチル英国首相そして中華民国国民政府主席の蔣介石により、「カイロ宣言」が発表された。そこには、日本が「満洲、台湾、澎湖島のごとき日本国が中国人より盗取したる一切の地域を中華民国に返還する。」ことが述べられていた。それまで中国共産党は戦後の台湾の帰属について態度が明確でなかったが、このカイロ宣言にて英米が対日戦勝利後の台湾の帰属について意思を明確にしたことにより、中国共産党も態度を明確にした。これにより中国主要政治勢力が台湾を中国の一部とするとようやく決まった。ここに台湾は「光復」されるべき土地となったのである「光復」とは中国語の古い言葉で固有のものを回復すること、とりわけ失われた国土の回復を指す。そして、米、英、ソ三国の指導者が1945年7月26日に発表したポツダム宣言には、日本が前記「カイロ宣言」を誠実に履行することを求めていた。

## 日本によるポツダム宣言受諾

台北市で行われた、連合国への降伏式典

1945年8月に日本が、ポツダム宣言を受諾し、9月2日東京湾に浮かぶ戦艦ミズーリ号において、日本全権が連合国に対する降伏文書に署名をした。これを受け同日連合国最高司令官マッカーサーは、「対日一般司令」第1号（SCAPIN-1）ⅠのAにおいて、満洲以外の中国大陸と台湾およびフランス領北ベトナムに居た日本軍に対し、中国戦区最高司令官蔣介石への降伏を命じた。このころ中国では、すでに中国国民党と中国共産党の内戦が始まっており、蔣介石が率いる国民革命軍は、中国国民党の軍であった。蔣介石は、上記SCAPIN-1を待たずに、降伏文書調印の前日である9月1日に、陳儀を台湾省行政長官兼同省警備総司令に任命し、台湾における降伏接受を命じた。蔣介石は、「カイロ宣言」を根拠に台湾の領有権の変更に関する国際条約を経ずに、迅速に台湾を中華民国の統治下に置いたのだった。陳儀は重慶で行政長官公署の要員を任命して台湾接受の中核組織を編成した。10月17日、国民党軍2個師団1万2000人と長官公署官員約200名が、米軍機の護衛の下、米国艦船約30隻に分乗して、基隆港に到着した。国民党軍は、戦勝国とはいえ米軍の全面的な支援を得ての台湾占領であった。

## 国民党軍の上陸と地元台湾人の反応
国民党軍すなわち『祖国』の軍隊が台湾に上陸することを聞いた台湾人は非常に興奮した。台北のみならず台中、台南、高雄からも基隆港に人が駆け付け、国民党軍の上陸を、固唾をのんで見守った。しかし、彼らの目の前に現れたのは、見慣れた日本の軍隊とは全く異なり、隊列はばらばらで、ゲートルもきちんと捲いていないようなみすぼらしい姿で、全員が背中に雨傘を背負い、なかには鍋や食器はては寝具を担ぐ者までいた。
多くの台湾人たちは、日本軍とのあまりの違いに驚愕し、日本が中国に敗れたとはとても信じられなかった。国民党軍への驚愕と失望は、「祖国復帰」に一抹の不安を抱かせ、期待と喜びに微かな影を落とすものであった。遅れて10月24日陳儀自身が台湾に到着した。翌10月25日に台北公会堂で「中国戦区台湾省受降式典」が挙行され、台湾は50年間の日本統治を脱した。
この式典の終了後、陳儀台湾省行政長官は、ラジオ放送を通じて、「今日より台湾は正式に再び中国の領土となり、全ての土地と住民は中華民国国民政府（国民党政権）の主権下におかれる」（要旨）との声明を発表した。この声明は、台湾の領有権の変更のみならず、台湾人の意思にかかわらず一方的に、その国籍を日本から中国へと変更することを意味した。これは、日清戦争後の台湾割譲に伴い2年間の猶予を与えたうえで、台湾住民に国籍選択の自由を有していたことと著しく異なるものであった。

## 「台湾光復」と台湾の「脱日本化」
日清戦争によって日本に割譲された際の「祖国」は清であったが、満洲民族の王朝であった清朝と比べれば、「復興中国」を掲げ、異民族王朝を転覆させて成立した中華民国は、台湾の人口の大半を占める漢民族にとっては、異なる国家体制であっても清朝よりも「祖国」と呼ぶに相応しい国家であった。日本統治下の台湾ではその「祖国」に対する憧憬から少なからぬ台湾人が中国に留学し、また五四新文化運動が台湾での文化動向に大きな影響を与えていた経緯もあり、少なくとも台湾の漢民族にとっては、祖国とは中華民国のことであった。従って「光復」後の台湾において「脱日本化」と「祖国化」（中国化）が文化政策の絶対目標であり、最優先の課題であることに問題の余地はなかった。
「光復」によって、台湾では様々な新旧交代が行われ、日本への割譲以来、再び全島規模において別離と出会いが錯綜した。日本軍は武装解除され、留任を命じられた者以外は、引き揚げの準備に追われた。台湾で生まれ育った日本人にとってみれば、祖国・日本への帰還とは見知らぬ異国への移住同然でもあった。一方で大陸からは国民党の台湾支部である「国民党台湾省執行委員会」が福建省から台湾に移転してきたのをはじめとして、「祖国同胞」であり、かつ新しい統治者である外省人や「半山」台湾人の政府関係者が続々と来台してきた。台湾の接収に際して、国民党は日本が無条件降伏する前の1944年4月17日に「台湾調査委員会」を組織して接収工作の準備を進めていたが、長年の間台湾を統治してきた台湾総督府に代わって、台湾の新たな統治機関として設置されたのが「台湾省行政長官公署」であった。
行政長官公署は、「祖国」へ復帰した台湾から日本的色彩を排除するために次々と「脱日本化」の処理を打ち出した。
まず変更が求められたのが、「名称」であった。1945年11月17日には、「台湾省各県市街道名称改正辨法」が制定され、各県市の政府成立後2か月以内に、「甲；日本の人物を記念する名称」（明治町・大正町・児玉町・乃木町など）、「乙；日本の国威を宣揚する名称」（大和町・朝日町など）、「丙；明らかに日本名である名称」（梅ヶ枝町・若松町・旭町など）を「甲；中華民族精神を発揚する名称」（中華路・信義路・和平路など）、「乙；三民主義を宣伝する名称」（三民路・民権路・民族路・民生路など）、「丙；国家の偉大な人物を記念する名称」（中山路・中正路など）に変更することが定められた。
続いて翌12月には、「台湾省人民回復原姓名辨法」が公布され、皇民化運動で日本名に変更した者の名前の「祖国化」が図られた。原住民に至っては、中国名を自身で選び届け出ることとされ、日本統治時代の「高砂族」が「高山族」に改められると同時に、「土蕃・蕃族・蛮族」といった差別的呼称の使用禁止が通達された。